# Església parroquial de Sant Vicent Ferrer d'Aiòder
L'església parroquial de Sant Vicent Ferrer, localitzada a la plaça de l'Església d'Aiòder, a la comarca de l'Alt Millars és un lloc de culte catòlic catalogat com a Bé de rellevància local, segons la Disposició Addicional Cinquena de la Llei 5/2007, de 9 de febrer, de la Generalitat Valenciana, de modificació de la Llei 4/1998, d'11 de juny, del Patrimoni Cultural Valencià (DOCV Núm. 5.449 / 13/02/2007), amb codi identificatiu: 12.08.017-002.
Pertany al arxioprestat 9, La nostra senyora Verge de l'Esperança d'Onda, i es va dur a terme la seva consagració a Sant Vicent Ferrer l'any 1861.

## Descripció
Es tracta d'un edifici de planta de tres naus, clarament separades per una sèrie de columnes, absis i cúpula. Presenta característiques de l'estil academicista valencià, sobretot en la seva façana. Presenta una petita torre campanar de planta quadrada.